# Mariusz Cieśliński
Mariusz Cieśliński (ur. 19 sierpnia 1972 w Świebodzicach) – polski kick-boxer oraz zawodnik boksu tajskiego. Wielokrotny medalista oraz mistrz świata takich federacji jak ISKA czy WAKO.
Jest pierwszym zawodnikiem reprezentującym Polskę, który został zawodowym mistrzem świata w boksie tajskim (22 sierpnia 2005, Nowy Jork), pokonując Taja Faphimaia Bunkerda.

## Ważniejsze osiągnięcia[2]
- 1992: Mistrzostwa Europy WAKO - 1. miejsce (Kawala)
- 1993: Mistrzostwa Świata WAKO - 1. miejsce (Budapeszt)
- 1995: Mistrz Świata w savate (Acy-Romance)
- 1995: Mistrz Świata ISKA w formule low kick
- 1996: Mistrz Świata ISKA w formule low kick
- 1996: Mistrzostwa Europy WAKO - 1. miejsce (Belgrad)
- 1997: Mistrzostwa Świata WAKO - 1. miejsce (Gdańsk)
- 1998: Mistrzostwa Europy WAKO - 1. miejsce, formuła low kick (Kijów)
- 1999: Mistrzostwa Świata WAKO - 1. miejsce (Caorle)
- 2000: Mistrzostwa Europy WAKO - 1. miejsce (Moskwa)
- 2004: Interkontynentalny mistrz WAKO PRO, formuła low kick (Mediolan)
- 2004: Mistrz Europy WAKO PRO, formuła low kick
- 2005: Interkontynentalny mistrz WAKO PRO, formuła low kick (Mediolan)
- 2005: Mistrz Świata ISKA w formule muay thai (Nowy Jork)
- 2006: Mistrz Świata ISKA w formule muay thai (Warszawa)
- 2006: Mistrzostwa Świata WMF - 3. miejsce, formuła muay thai (Bangkok)
- 2007: Mistrzostwa Świata WMF - 3. miejsce, formuła muay thai (Bangkok)